# Ahmed Benseddik
Ahmed Benseddik (àrab: أحمد بن الصديق, Aḥmad ibn aṣ-Ṣiddīq) (Fes, 1961) és un activista polític marroquí i antic cap executiu de Sothermy, una subsidiària de CDG. En 2011 va assolir certa prominència quan va anunciar que havia revocat la baya a Mohammed VI, un acte sense precedents en el Marroc oficial. Des de llavors es va convertir en una veu crítica de les polítiques del monarca.
Ahmed Benseddik era un col·laborador habitual de Lakome.com abans que fos tancada i censurada per les autoritats marroquines.

## Primers anys
Benseddik es va graduar en enginyeria a l'École Centrale Paris i va treballar en càrrecs executius en algunes empreses del sector públic del Marroc, com Royal Air Maroc i Caisse de Dépôt et de Gestion. També ha publicat algunes poesies.

## Controvèrsia Sothermy
Sothermy era l'entitat de propietat de CDG a càrrec de l'administració i comercialització de la font termal natural situada a Moulay Yacoub, una destinació popular per a la curació natural i l'esbarjo. En febrer de 2006, mentre Benseddik era a càrrec de l'empresa, l'estació va ser visitada per Mohammed VI durant una de les seves inauguracions cerimonials casuals. Quan el rei li va preguntar sobre l'estat de l'estació, Benseddik va informar al monarca que el compost de primavera que havia estat renovat el 2002 podia col·lapsar-se i que havia dut a terme una experiència tècnica exterior que havua confirmar les seves sospites. Al març del mateix any una altra experiència va confirmar que l'edifici estava en perill d'ensulsiada. A més, Benseddik va descobrir que el metge de l'estació estava exercint sense llicència mèdica.
En maig de 2006 Mustapha Bakkoury (aleshores cap del CDG) destituí Benseddik del seu càrrec a Sothermy. I al setembre de 2006 fou acomiadat de l'empresa amb la justificació que Benseddik havia "faltat el respecte i assetjat el rei" durant la visita del monarca a Moulay Yacoub.

## Sospita d'emmetzinament
El 13 d'octubre de 2014 va ser trobat estirat a terra al seu apartament a Rabat inconscient, amb la seva cara coberta de sang i fou traslladat a l'hospital amb la sospita que havia estat enverinat. Benseddik rebia regularment amenaces de mort de persones que es descrivien a si mateixes com la "joventut Real" i que afirmaven defensar Mohammed VI. Alguns mitjans de comunicació el van donar per mort des d'aleshores.